# Người Réunion gốc Hoa
Người Réunion gốc Hoa, tên gọi trong tiếng Pháp: Chinois (Réunion), tên gọi trong tiếng Creole Réunion là Sinwa hay Sinoi, là những người dân tộc Hoa sinh sống tại Réunion, một tỉnh hải ngoại thuộc Pháp tại Ấn Độ Dương. Năm 1999, có khoảng 25,000 sinh sống trên đảo, và đây là một trong những cộng đồng người Hoa lớn nhất châu Phi bên cạnh người Nam Phi gốc Hoa, Người Hoa tại Madagascar, và Người Mauritius gốc Hoa.

## Lịch sử nhập cư
Mặc dù người Réunion gốc Hoa hiện là công dân Pháp nhưng họ là một nhóm khá tách biệt với người Hoa tại Mẫu quốc Pháp. Những người Hoa đầu tiên đến Réunion không phải là ra đi thẳng từ Trung Quốc, đúng ra họ là những lao động giao kèo thuộc cộng đồng người Malaysia gốc Hoa, họ đến đảo vào năm 1844 để làm việc trong ngành sản xuất ngũ cốc và xây dựng đê. Họ chống lại một cách dữ dội việc bị đối xử như nô lệ mà họ đã ký trước đó, và kết quả là chính quyền thực dân đã chấm dứt việc nhập cư của người lao động Trung Hoa có giao kèo chỉ hai năm sau đó.
Bắt đầu từ những năm 1850, những người nói tiếng Quảng Đông bắt đầu đến từ Mauritius. Sau đó, nhiều người Mauritius góc Hoa đã đưa những người thân thuộc từ Trung Quốc đến Mauritius trong thời kỳ tập dượt kinh doanh của họ, sau khi họ đã đạt được sự hiểu biết đầy đủ với tập quán thương mại và cuộc sống trong một xã hội thuộc địa, anh ta sẽ gửi họ đi với giấy giới thiệu, cho họ vay vốn của mình để bắt đầu phát triển thành doanh nghiệp trong các khu vực lân cận, bao gồm Réunion. Những người nói tiếng Khách Gia từ Mauritius cũng đã đến theo cách này nhưng chỉ bắt đầu vào cuối những năm 1880.
Tuy nhiên, tái di cư từ Mauritius không phải là nguồn duy nhất của những người Hoa di cư tự do đến Réunion. Năm 1862, chính phủ Réunion đã tự do hóa luật nhập cư của họ, cho phép bất kỳ người nước ngoài nào cũng có thể kiếm việc làm. Mỗi năm, vài trăm người di cư nói tiếng Quảng Đông từ Quảng Đông đã theo luật này và đến Réunion. Những người nói tiếng Khách Gia đến từ từ Mai huyện và Đông Dương thuộc Pháp đã bắt đầu đến trong khoảng thời gian tương tự như những người đến từ Mauritius là cuối những năm 1880. Cũng như trong các cộng đồng Hoa Kiều khác, xung đột giữa những người nói tiếng Quảng Đông và Khách Gia là một nét đặc trưng phổ biến của đời sống xã hội, và hai nhóm đã cố gắng tránh tiếp xúc với nhau, những người di cư Khách Gia định cư ở phía nam của hòn đảo, đặc biệt là tại Saint-Pierre và Le Tampon. Làn sóng tái di cư từ Mauritius đến Réunion tiếp tục theo cách này cho đến khoảng năm 1940.
Sau Thế chiến II, Pháp luật nhập cư của mẫu quốc được áp dụng cho Réunion. Cùng với việc đóng cửa biên giới của Trung Quốc trong năm 1950, điều này có nghĩa rằng việc người Hoa di cư đến đảo gần như đã ngừng lại. Vào thời điểm đó, dân số người Hoa của hòn đảo là khoảng 4000. Người gốc Hoa hiện nay phần lớn là con cháu của những người này. Tuy nhiên, có khoảng hơn 2.000 người đã đến đảo từ Cộng hòa Nhân dân Trung Hoa trong những năm gần đây.

## Ngôn ngữ
Sau Thế chiến II, giáo dục bằng tiếng Pháp là bắt buộc. Vì thế, các thế hệ sau thường có khả năng hạn chế về tiếng Trung tuy nhiên khả năng tiếng Pháp và tiếng Creole Réunion lại được tăng lên, nói chung đạt đến mức thuần thục. Trong một nỗ lực được gọi là "tìm về nguồn cội", một số người thuộc các thế hệ sau này đã nỗ lực tái kết nối với văn hóa và ngôn ngữ Trung Hoa, hay trở lại các ngôi làng của tổ tiên họ tại Trung Quốc. Tuy nhiên, họ chủ yếu đã đồng hóa với văn hóa Pháp và Creole, và cảm thấy ít liên hệ với Trung Quốc ngày nay, mà vốn đã trải qua những thay đổi lớn kể từ khi tổ tiên của họ di cư.